# Анна Мария даль Виолин
Анна Мария даль Виолин (итал. Anna Maria dal Violin; ок. 1696, Венеция — ок. 1782, там же) — итальянская скрипачка, ученица Антонио Вивальди.

## Биография
Об Анне Марии сохранилось очень мало сведений. Она росла в венецианском Оспедале-делла-Пьета, приюте для девочек-сирот, где их не только воспитывали, но и обучали музыке. Воспитанницы делились на так называемых figlie di coro — «хористок», которые занимались пением и игрой на музыкальных инструментах, и figlie di comun — «простых», которых обучали рукоделию и прочим полезным навыкам. Практиковалось также взаимное обучение девочками друг друга; наиболее талантливые впоследствии могли войти в число maestre di coro — руководителей хора. Фамилий у девочек не было, но они получали прозвища по типу голоса или своему инструменту: Пруденца даль Контральто, Мадалена даль Виолин, и т. д.
Анна Мария попала в Оспедале в 1696 году. Около 1706 года она стала одной из figlie di coro и начала учиться игре на скрипке. Этот инструмент в Оспедале преподавал выдающийся композитор и скрипач Антонио Вивальди; многие из его учениц стали виртуозными скрипачками и писали собственную музыку для скрипки. Сохранились записи, из которых следует, что 19 июля 1712 года Анне Марии купили скрипку. 26 августа того же года она была в числе девочек, игравших в церкви Сан-Франческо-делла-Винья. 26 апреля 1720 года ей была куплена новая скрипка, а 24 февраля 1721 года она стала одной из 14 привилегированных воспитанниц, имевших право преподавать в Оспедале. По своему основному инструменту — скрипке — она и получила прозвище «даль Виолин». Помимо скрипки, Анна Мария также играла на виоле д’аморе, виолончели, лютне, теорбе, мандолине и клавесине.
Анна Мария никогда не покидала приют и на протяжении 60 лет обучала скрипичной игре других воспитанниц Оспедале . Самой выдающейся её ученицей была Кьяра, фамилия которой также неизвестна, но которой восхищались и сам Вивальди, и другие известные музыканты. Анна Мария никогда не концертировала за пределами Венеции и умерла в родном городе около 1782 года.
Анна Мария даль Виолин считается наиболее выдающейся из учениц Антонио Вивальди и одной из наиболее талантливых воспитанниц за всё время существования Оспедале. Вивальди написал для своей ученицы по меньшей мере 28 концертов. Немецкий придворный советник и путешественник Иоахим Кристоф Немейтц, побывав в Италии, писал об Анне Марии: «Лишь немногие виртуозы нашего пола могут сравниться с ней».
В 2007 году американская писательница Барбара Квик написала роман «Девственницы Вивальди» (англ. Vivaldi's Virgins), представляющий собой вымышленную автобиографию Анны Марии даль Виолин. Писательница воссоздаёт повседневную жизнь девочек в Оспедале и перемежает повествование письмами, которые четырнадцатилетняя героиня пишет своей матери.